# Magie im Alten Ägypten
Als Magie im Alten Ägypten (auch Zauberei im Alten Ägypten) werden Handlungen verstanden, die eine Gottheit oder die von ihr erwählte Person dazu bevollmächtigt, Schöpfungskräfte zu erlangen und anzuwenden. Magische Handlungen erstreckten sich im Alten Ägypten hauptsächlich auf die Bereiche Hilfeleistung, Beistand und Schutz im Jenseits.

## Begrifflichkeit
Die beiden Hauptbegriffe für Zauberhandlungen im Alten Ägypten waren Heka und Achu. Während Heka vorwiegend für das Zaubern als Handlung stand, umfasste Achu die Macht, die dahinter steht. Das Wort Heka bedeutet wörtlich „Aktivierung des Ka“, oder auch „Anrufung des Ka“ und entspricht dem koptischen Wort Hike und dem griechischen Magia. Das Wort Achu bedeutet „Macht“, aber auch „Zauber“.

## Konzept
Magie wurde in der Altägyptischen Geschichte als sowohl schöpferische, als auch beschützende Kraft verstanden, die Göttern wie Menschen gleichsam innewohnte. Zusammen mit den Kräften „Wille“ (Sia) und „Ausspruch“ (Hu) bildete „Magie“ eine göttliche Dreiheit. Im Neuen Reich kamen noch die Elemente „Tun“ (Iri), „Hören“ (Sedjem) und „Bestimmung“ (Schai) hinzu. Das Anwenden von Magie erfolgte nach altägyptischem Glauben durch Anrufung des Ka, wodurch Schöpfungskräfte erweckt wurden, die der Anwender zu seinen Gunsten wirksam werden lassen konnte. Magiebezogene (jedoch rein rituell vollzogene) Handlungen wurden zu Kultzwecken von Priestern praktiziert, vornehmlich während einer Bestattung und/oder während eines Kultfestes zu Ehren eines Königs oder einer Gottheit in Gestalt von Gesängen, Litaneien und Gebeten.
Magie war, neben dem Begriff Maat („(Welt-)Ordnung, Harmonie“), eines der wichtigsten Elemente im ägyptischen Jenseits- und Totenglauben. Besonders die Reise des Sonnengottes Re durch die Duat während Nacht in seiner heiligen Barke beinhaltete die Feindabwehr durch Magie. Dabei wurde sämtlichen Begleitern des Re die Befähigung zur Zauberei zugesprochen. Auch dem verstorbenen Menschen wurde die Fähigkeit der Zauberei mitgegeben, durch diverse Sprüche und Gebete versuchte der Jenseitsreisende zu verhindern, dass ihm sein Heka entrissen wurde.
In späterer Zeit wurde Magie in Gestalt des Gottes Heka personifiziert.

## Magie in ägyptischer Literatur
Das bekannteste altägyptische Literaturwerk, das Zauberei (aber auch Prophetie) zum Thema hat, ist der Papyrus Westcar, der aus dem späten Mittleren Reich oder der 13. Dynastie (Zweite Zwischenzeit) stammt und von Vorlesepriestern und Weisen berichtet, die mittels Magie Wachsfiguren zum Leben erwecken (vergl. Voodoo), Seen und Flüsse bewegen und Prophezeiungen geben. Der Gebrauch von Magie ist durch das Wort Heka belegt.